# 细枝海绵丸虫
细枝海绵丸虫（学名：Spongopila gracilis）为星球虫科海绵丸虫属的动物。分布于印度洋以及西沙群岛等。